# Buerarema
Buerarema es un municipio brasileño situado en el sur del estado de Bahía, en los márgenes de la carretera BR-101. Su población estimada en 2021 era de 18.269 habitantes. Actualmente, la ciudad cuenta con dos agencias bancarias y un hospital. Es abastecida por el río Una, que también abastece la ciudad vecina São José da Vitória.
La ciudad ya fue llamada como Macuco, debido al gran número de macucos en la región.